# Carla Suárez Navarro
Dit is een Spaanse naam; Suárez is de vadernaam en Navarro is de moedernaam.
Carla Suárez Navarro (Las Palmas de Gran Canaria, 3 september 1988) is een voormalig tennisspeelster uit Spanje. Zij begon met tennis toen zij negen jaar oud was. Zij speelt rechtshandig en heeft een enkelhandige backhand. Haar favoriete ondergrond is gravel. Zij was actief in het internationale tennis van 2003 tot en met 2021.

## Loopbaan
In 2008 kwam zij voor het eerst uit in de Fed Cup. In 2008 beleefde zij haar grandslamdebuut op Roland Garros – zij bereikte er meteen de kwartfinale. In 2009 bereikte zij eveneens de kwartfinale op het Australian Open. In 2013 bereikte zij ook op het US Open de kwartfinale, in 2014 nogmaals op Roland Garros en in 2016 nogmaals op het Australian Open; in 2018 volgden nog kwartfinaleplaatsen op het Australian Open en het US Open. In het dubbelspel bereikte zij eenmaal een halvefinaleplaats: op Roland Garros 2014, samen met landgenote Garbiñe Muguruza.
Haar mooiste overwinning is die op de Roemeense Simona Halep tijdens de halve finale van het WTA-toernooi van Rome 2015. Halep was op dat moment de nummer twee van de WTA-ranglijst.
Suárez Navarro won voor het eerst een WTA-enkelspeltitel in 2014 op het toernooi van Oeiras, nadat zij de twee voorgaande jaren daar al in de finale stond, maar verloor. In 2016 volgde een tweede titel, in Doha. Daarnaast won zij drie WTA-titels in het dubbelspel: in 2014 in Stanford, in 2015 in Birmingham en in 2015 in Tokio, alle drie met Garbiñe Muguruza. Ook in 2015 (en weer met Muguruza) bereikte zij de finale op het eindejaarskampioenschap dubbelspel in Singapore – zij verloren de eindstrijd van Martina Hingis en Sania Mirza.
In de periode 2008–2021 maakte Suárez Navarro deel uit van het Spaanse Fed Cup-team – zij behaalde daar een winst/verlies-balans van 19–12. Viermaal (2008, 2012, 2016, 2020) vertegenwoordigde zij haar land op de Olympische Spelen – in 2016 bereikte zij de derde ronde in het enkelspel en (samen met Muguruza) de kwartfinale in het dubbelspel; met David Ferrer nam zij ook deel aan het gemengd dubbelspel, maar zij strandden daar in de eerste ronde.
Haar hoogste enkelspelpositie op de WTA-ranglijst is de zesde plaats, die zij bereikte in februari 2016. In het dubbelspel kwam zij tot de elfde plaats (april 2015).

## Posities op deWTA-ranglijst
Positie per einde seizoen:
| jaar | rang enkelspel | rang dubbelspel |
| ---- | -------------- | --------------- |
| 2004 | 613            | 547             |
| 2005 | 358            | 536             |
| 2006 | 289            | 358             |
| 2007 | 169            | 149             |
| 2008 | 50             | 567             |
| 2009 | 34             | 118             |
| 2010 | 57             | 1014            |
| 2011 | 56             | 1123            |
| 2012 | 34             | 132             |
| 2013 | 17             | 58              |
| 2014 | 18             | 20              |
| 2015 | 13             | 13              |
| 2016 | 12             | 75              |
| 2017 | 40             | –               |
| 2018 | 23             | –               |
| 2019 | 55             | 1207            |
| 2020 | 83             | 1269            |

## Palmares
| Legenda                 |
| ----------------------- |
| Grandslamtoernooi       |
| Olympische Spelen       |
| Year-End Championships  |
| Premier Mandatory       |
| Premier Five / WTA 1000 |
| Premier / WTA 500       |
| International / WTA 250 |
| Challenger / WTA 125    |

### WTA-finaleplaatsen enkelspel
| nr.              | finale     | toernooi      | ondergrond | tegenstandster              | score         |         |
| ---------------- | ---------- | ------------- | ---------- | --------------------------- | ------------- | ------- |
| gewonnen finales |            |               |            |                             |               |         |
| 1.               | 2014-05-03 | WTA Oeiras    | gravel     | Svetlana Koeznetsova        | 6-4, 3-6, 6-4 | details |
| 2.               | 2016-02-27 | WTA Doha      | hardcourt  | Jeļena Ostapenko            | 1-6, 6-4, 6-4 | details |
| verloren finales |            |               |            |                             |               |         |
| 1.               | 2009-04-12 | WTA Marbella  | gravel     | Jelena Janković             | 3-6, 6-3, 3-6 | details |
| 2.               | 2010-04-11 | WTA Marbella  | gravel     | Flavia Pennetta             | 2-6, 6-4, 3-6 | details |
| 3.               | 2012-05-05 | WTA Estoril   | gravel     | Kaia Kanepi                 | 6-3, 6-7, 4-6 | details |
| 4.               | 2013-03-03 | WTA Acapulco  | gravel     | Sara Errani                 | 0-6, 4-6      | details |
| 5.               | 2013-05-04 | WTA Oeiras    | gravel     | Anastasija Pavljoetsjenkova | 5-7, 2-6      | details |
| 6.               | 2015-02-15 | WTA Antwerpen | hardcourt  | Andrea Petković             | forfait       | details |
| 7.               | 2015-04-05 | WTA Miami     | hardcourt  | Serena Williams             | 2-6, 0-6      | details |
| 8.               | 2015-05-17 | WTA Rome      | gravel     | Maria Sjarapova             | 6-4, 5-7, 1-6 | details |
| 9.               | 2018-08-25 | WTA New Haven | hardcourt  | Aryna Sabalenka             | 1-6, 4-6      | details |

### WTA-finaleplaatsen dubbelspel
| nr.              | finale     | toernooi          | ondergrond    | partner          | tegenstandsters                    | score            |         |
| ---------------- | ---------- | ----------------- | ------------- | ---------------- | ---------------------------------- | ---------------- | ------- |
| gewonnen finales |            |                   |               |                  |                                    |                  |         |
| 1.               | 2014-08-03 | WTA Stanford      | hardcourt     | Garbiñe Muguruza | Paula Kania Kateřina Siniaková     | 6-2, 4-6, [10-5] | details |
| 2.               | 2015-06-21 | WTA Birmingham    | gras          | Garbiñe Muguruza | Andrea Hlaváčková Lucie Hradecká   | 6-4, 6-4         | details |
| 3.               | 2015-09-26 | WTA Tokio         | hardcourt     | Garbiñe Muguruza | Chan Hao-ching Chan Yung-jan       | 7-5, 6-1         | details |
| verloren finales |            |                   |               |                  |                                    |                  |         |
| 1.               | 2014-05-10 | WTA Madrid        | gravel        | Garbiñe Muguruza | Sara Errani Roberta Vinci          | 4-6, 3-6         | details |
| 2.               | 2014-09-20 | WTA Tokio         | hardcourt     | Garbiñe Muguruza | Cara Black Sania Mirza             | 2-6, 5-7         | details |
| 3.               | 2015-02-21 | WTA Dubai         | hardcourt     | Garbiñe Muguruza | Tímea Babos Kristina Mladenovic    | 3-6, 2-6         | details |
| 4.               | 2015-05-09 | WTA Madrid        | gravel        | Garbiñe Muguruza | Casey Dellacqua Jaroslava Sjvedova | 3-6, 7-6, [5-10] | details |
| 5.               | 2015-11-01 | WTA Championships | hardcourt (i) | Garbiñe Muguruza | Martina Hingis Sania Mirza         | 0-6, 3-6         | details |
| 6.               | 2016-02-27 | WTA Doha          | hardcourt     | Sara Errani      | Chan Hao-ching Chan Yung-jan       | 3-6, 3-6         | details |

### Gewonnen ITF-toernooien enkelspel
| nr. | finale     | toernooi     | dotatie  | tegenstandster in finale | score         |
| --- | ---------- | ------------ | -------- | ------------------------ | ------------- |
| 1.  | 2004-11-07 | Mallorca     | $ 10.000 | Petra Novotniková        | 6-2, 3-6, 6-1 |
| 2.  | 2005-03-06 | Gran Canaria | $ 10.000 | Petra Cetkovská          | 2-6, 6-4, 6-3 |
| 3.  | 2006-02-12 | Vale do Lobo | $ 10.000 | İpek Şenoğlu             | 6-2, 6-3      |
| 4.  | 2007-02-24 | Melilla      | $ 10.000 | Anna Gerasimou           | 6-4, 6-4      |
| 5.  | 2007-05-19 | Gran Canaria | $ 25.000 | Anna Floris              | 6-2, 6-2      |
| 6.  | 2007-06-10 | Madrid       | $ 25.000 | Alina Zjidkova           | 6-2, 6-1      |

### Gewonnen ITF-toernooien dubbelspel
| nr. | finale     | toernooi | dotatie  | partner                 | tegenstandsters                  | score         |
| --- | ---------- | -------- | -------- | ----------------------- | -------------------------------- | ------------- |
| 1.  | 2004-07-11 | Getxo    | $ 10.000 | Anna Font Estrada       | Andrea Benítez Estefanía Craciún | 6-2, 6-3      |
| 2.  | 2005-09-02 | Vittoria | $ 10.000 | Lauren Fisher           | Silvia Disderi Giorgia Mortello  | 6-2, 6-3      |
| 3.  | 2007-07-28 | Pétange  | $ 75.000 | Anastasija Jakimava     | Martina Müller Claudine Schaul   | 6-7, 6-1, 7-6 |
| 4.  | 2007-08-04 | Vigo     | $ 25.000 | Estrella Cabeza Candela | Ria Dörnemann Justine Ozga       | 6-1, 4-6, 6-3 |

## Resultaten grote toernooien
| Legenda | Legenda                          |
| ------- | -------------------------------- |
| g.t.    | geen toernooi gehouden           |
| l.c.    | lagere categorie                 |
| –       | niet deelgenomen                 |
| G       | uitgeschakeld in de groepsfase   |
| 1R      | uitgeschakeld in de eerste ronde |
| 2R      | uitgeschakeld in de tweede ronde |
| 3R      | uitgeschakeld in de derde ronde  |
| 4R      | uitgeschakeld in de vierde ronde |
| KF      | uitgeschakeld in de kwartfinale  |
| HF      | uitgeschakeld in de halve finale |
| F       | de finale verloren               |
| W       | het toernooi gewonnen            |
| w-v     | winst/verlies-balans             |

### Enkelspel
| toernooi            | 2008 | 2009 | 2010 | 2011 | 2012 | 2013 | 2014 | 2015 | 2016 | 2017 | 2018 | 2019 | 2020 | 2021 |
| ------------------- | ---- | ---- | ---- | ---- | ---- | ---- | ---- | ---- | ---- | ---- | ---- | ---- | ---- | ---- |
| grandslamtoernooien |      |      |      |      |      |      |      |      |      |      |      |      |      |      |
| Australian Open     | –    | KF   | 3R   | 2R   | 2R   | 3R   | 3R   | 1R   | KF   | 2R   | KF   | 2R   | 2R   | –    |
| Roland Garros       | KF   | 3R   | 1R   | –    | 3R   | 4R   | KF   | 3R   | 4R   | 4R   | 2R   | 2R   | –    | 1R   |
| Wimbledon           | 2R   | 3R   | –    | –    | 1R   | 4R   | 2R   | 1R   | 4R   | 2R   | 3R   | 4R   | g.t. | 1R   |
| US Open             | 1R   | 2R   | 1R   | 4R   | 2R   | KF   | 3R   | 1R   | 4R   | 4R   | KF   | 1R   | –    | 1R   |
| WTA 1000            |      |      |      |      |      |      |      |      |      |      |      |      |      |      |
| Indian Wells        | –    | 2R   | 4R   | –    | 2R   | 3R   | 3R   | KF   | –    | 2R   | KF   | 2R   | g.t. | –    |
| Miami               | –    | 3R   | 2R   | –    | 1R   | 3R   | 4R   | F    | 2R   | 2R   | 2R   | 2R   | –    | –    |
| Madrid              | l.c. | 1R   | –    | –    | 2R   | 2R   | 3R   | KF   | 3R   | 3R   | KF   | 2R   | –    | –    |
| Peking              | l.c. | 1R   | –    | 2R   | KF   | 3R   | 3R   | 3R   | 1R   | 1R   | 2R   | –    | g.t. | g.t. |
| Dubai/Doha          | –    | –    | –    | –    | 1R   | 1R   | –    | KF   | W    | –    | 2R   | KF   | 2R   | –    |
| Rome                | –    | 2R   | –    | –    | –    | KF   | KF   | F    | 3R   | 1R   | 1R   | 3R   | –    | –    |
| Montréal/Toronto    | –    | 1R   | –    | –    | 3R   | 2R   | KF   | 1R   | 2R   | 1R   | 3R   | 2R   | –    | –    |
| Cincinnati          | –    | 1R   | –    | –    | 1R   | 1R   | 3R   | 1R   | KF   | 3R   | 1R   | 1R   | –    | –    |
| Tokio/Wuhan         | –    | 1R   | –    | –    | 1R   | 1R   | 2R   | 3R   | 3R   | 1R   | 1R   | –    | g.t. | g.t. |
| olympisch           |      |      |      |      |      |      |      |      |      |      |      |      |      |      |
| Olympische Spelen   | 1R   | g.t. | g.t. | g.t. | 1R   | g.t. | g.t. | g.t. | 3R   | g.t. | g.t. | g.t. | g.t. | 2R   |
| statistieken        |      |      |      |      |      |      |      |      |      |      |      |      |      |      |
| titels per jaar     | 0    | 0    | 0    | 0    | 0    | 0    | 1    | 0    | 1    | 0    | 0    | 0    | 0    | 0    |
| eindejaarsranking   | 50   | 34   | 57   | 56   | 34   | 17   | 18   | 13   | 12   | 40   | 23   | 55   | 83   | —    |

### Dubbelspel
| toernooi            | 2008 | 2009 | 2010 | 2011 | 2012 | 2013 | 2014 | 2015 | 2016 | 2017 | 2018 | 2019 | 2020 | 2021 |
| ------------------- | ---- | ---- | ---- | ---- | ---- | ---- | ---- | ---- | ---- | ---- | ---- | ---- | ---- | ---- |
| grandslamtoernooien |      |      |      |      |      |      |      |      |      |      |      |      |      |      |
| Australian Open     | –    | 1R   | 1R   | 1R   | 2R   | KF   | –    | 2R   | –    | –    | –    | –    | –    | –    |
| Roland Garros       | –    | 1R   | –    | –    | 1R   | 1R   | HF   | 1R   | –    | –    | –    | –    | –    | –    |
| Wimbledon           | 1R   | 2R   | –    | –    | 2R   | 3R   | 3R   | 2R   | –    | –    | –    | –    | g.t. | –    |
| US Open             | 1R   | 2R   | –    | 1R   | 2R   | 1R   | 3R   | 2R   | –    | –    | –    | –    | –    | 1R   |
| WTA 1000            |      |      |      |      |      |      |      |      |      |      |      |      |      |      |
| Indian Wells        | –    | –    | –    | –    | –    | –    | –    | 2R   | 1R   | –    | –    | –    | –    | –    |
| Miami               | –    | –    | –    | –    | –    | –    | KF   | 2R   | 2R   | –    | –    | –    | –    | –    |
| Madrid              | l.c. | –    | –    | –    | 1R   | HF   | F    | F    | 2R   | –    | –    | –    | –    | –    |
| Peking              | l.c. | –    | –    | –    | –    | 2R   | HF   | –    | –    | –    | –    | –    | g.t. | g.t. |
| Dubai/Doha          | –    | –    | –    | –    | –    | 1R   | –    | F    | F    | –    | –    | –    | –    | –    |
| Rome                | –    | –    | –    | –    | –    | –    | –    | –    | –    | –    | –    | –    | –    | –    |
| Montréal/Toronto    | –    | –    | –    | –    | –    | 2R   | 2R   | –    | –    | –    | –    | –    | –    | –    |
| Cincinnati          | l.c. | –    | –    | –    | –    | –    | KF   | 1R   | KF   | –    | –    | –    | –    | –    |
| Tokio/Wuhan         | –    | –    | –    | –    | –    | –    | 2R   | KF   | –    | –    | –    | –    | g.t. | g.t. |
| olympisch           |      |      |      |      |      |      |      |      |      |      |      |      |      |      |
| Olympische Spelen   | –    | g.t. | g.t. | g.t. | –    | g.t. | g.t. | g.t. | KF   | g.t. | g.t. | g.t. | g.t. | 2R   |
| statistieken        |      |      |      |      |      |      |      |      |      |      |      |      |      |      |
| titels per jaar     | 0    | 0    | 0    | 0    | 0    | 0    | 1    | 2    | 0    | 0    | 0    | 0    | 0    | 0    |
| eindejaarsranking   | 567  | 118  | 1014 | 1123 | 132  | 58   | 20   | 13   | 75   | —    | —    | 1207 | 1269 | —    |